# كين ليلي
كين ليلي (25 ديسمبر 1959 ببرث في أستراليا - )  (بالإنجليزية: Ken Lilly)‏ هو لاعب كريكت أسترالي. لعب مع فريق غرب أستراليا للكريكت ‏.

## وصلات خارجية
- كين ليلي على موقع إي آس بي آن كريك إنفو (الإنجليزية)